# Aldoè
Aldoè (francès: Ouen de Rouen)  (Sancy-les-Cheminots, 609 - Clichy, 24 d'agost de 686) Audoè, en francès Ouen o Dadon, fou un aristòcrata franc, conseller de diversos reis merovingis i bisbe de Rouen. És venerat com a sant a l'Església catòlica i l'ortodoxa.

## Biografia
Va néixer a prop de Soissons en una família noble de Nèustria, que tenia terres a les valls superiors del Sena i de l'Oise. El seu pare era Authaire (Audecharius). Audoin era cosí germà d'Agilbert, bisbe dels saxons occidentals. Va passar la seva infantesa a Ussy-sur-Marne, i després va ser enviat a ser educat a l'abadia de Saint-Médard de Soissons. D'allà va passar a la cort de Clotar II (m.629), i a la cort conegué altres personalitats, com Vandregisil, Romà, Desideri de Caors o Sulpici el Pietós, després canonitzats. Se li va donar formació tant militar com literària a joves nobles, va servir a Dagobert I com un dels seus referents (administradors). "La llar de Clothar sembla haver tingut una importància especial per determinar qui havia de tenir importància política durant els dos regnats següents".
Va formar part d'un grup de joves cortesans com Wandrille i Didier de Cahors i era un amic íntim d'Eligius, del qual va escriure la vita. Ell i Eligius van servir com a enviats reials per persuadir Amadus de batejar el fill de Dagobert. Segons Ian Wood, "...Audoin i Eligius van ser sens dubte els eclesiàstics més influents a França durant el segle VII".
El 634 Audoin va ser ordenat sacerdot per Dieudonné, bisbe de Mâcon. L'any següent, ell i els seus germans Ado i Rado van fundar l'abadia de Rebais, en uns terrenys donats pel rei Dagobert. Audoin va nomenar el seu parent, Agilus, com a primer abat. També va participar en la fundació del monestir de Saint-Wandrille a Rouen i d'un monestir a Fécamp. Fredegar informa que, fins i tot com a referèndum judicial, Audoin tenia la reputació de ser un home religiós. Segons Wilhelm Levison a la seva Vita Audoini episcopi Rotomagensis, Audoin va passar un any a l'exili evangèlic com a missioner a Espanya just abans de convertir-se en bisbe.
El seu successor Dagobert I el feu conseller seu, càrrec que també va tenir amb el seu fill Clodoveu II. També aconsellà santa Batilde, esposa de Clodoveu i regent en nom de Clotari III.
Laic encara, el 636 Audoè va fundar l'abadia de Rebais, de monjos columbanians procedents de Luxeuil. El 640 fou elegit bisbe de Rouen i el 13 de maig de 641 fou ordenat bisbe. El 644 va convocar el sínode de Chalon-sur-Saône per combatre la simonia; va afavorir les missions d'evangelització dels pagans i la difusió dels monestirs, especialment els columbanians, fundant-ne els de Fontenelle i Jumièges. Va escriure una Vita Eligii, explicant la vida del seu bon amic Eloi de Noyon.
Morí el 684 a Clichy, prop de París i fou sebollit al monestir de Saint-Pierre de Rouen, anomenat llavors de Saint-Ouen.